# Kasteel Onsenoort
Kasteel Onsenoort is een kasteel nabij het dorp Nieuwkuijk, in de Nederlandse provincie Noord-Brabant. De woontoren heeft een omvang van 13,5 x 10,5 m en is gebouwd met zware muren, stond geheel vrij en was destijds omgracht. De dikte van de muren bedraagt 2,5 m in de kelder en 2,2 m op de eerste verdieping.
Een weergang bekroonde waarschijnlijk het muurwerk. Onsenoort moet aan het eind van de 14e eeuw gebouwd zijn in plaats van een ouder kasteel en speelde een rol in de Brabants-Hollandse grenstwisten. In de loop van de eeuwen heeft de toren vele veranderingen ondergaan.
De weergang verdween zonder sporen achter te laten en oudere, kleinere vensters werden dichtgemetseld terwijl er in de zware muren grotere vensters werden aangebracht.

## Geschiedenis

### Middeleeuwen en de Spaanse Tijd
De oudste vermelding van Onsenoort dateert van 1266, toen Gerlach de Rovere genoemd werd als heer van Waalwijk, Drunen, Vlijmen en "Honsoirde". In 1368 werd het door Laureins van der Putte overgedragen aan Rutger den Ouden.
Het eerste kasteel ter plaatse heeft voortbestaan tot 1372, toen het door Brabanders onder leiding van Jan van Nederveen werd verwoest als gevolg van problemen die al in 1356 waren gerezen. Deze problemen hadden te maken met grensconflicten tussen het Graafschap Holland en het Hertogdom Brabant. Men vermoedt dat Nieuwkuijk vanaf 1374 tot Holland behoorde. De onfortuinlijke Rutger den Ouden en zijn zoon Willem hebben het verwoeste kasteel niet meer opgebouwd, maar Jan Cuyst van Wijck, schout van Vlijmen, die er in 1382 mee beleend was, pakte het werk aan en hij kreeg hiervoor van Albrecht van Beieren, ruwaard van Holland, zelfs vier jaar lang, vanaf 1388, een overheidssubsidie van 63 oude Vranckrijkse schilden (gouden munten) tot optimmeringe van het Huys (= kasteel) en den toorn te Hontsoord. In 1428 gaf de toenmalige heer, Arent van Wijk, nog een verklaring uit waarin hij stelde dat:
wy anders niet en weten men en heeft altijd ghehouden vanden heren van Hollant dien God ghenadich sy ende oec enhoerde wy nie van onsen ouderen gheseggen dat men ye Honsoerde van Brabant hielde of dat die vanden Bossche ye ennich in ghebieden hadden tot Honsoerde van rechts weghen.
Onsenoort werd hiermee erkend als een leen van de Graaf van Holland. Dit in tegenstelling tot Nieuwkuijk, dat een leen was van Hoogstraten.
De familie Cuyst van Wijck behield Onsenoort een eeuw lang. De naam Van Wijck had betrekking op het voormalige allodium Wijk. In 1396 erfde Arend van Wijck de heerlijkheid van Jan Cuyst. In 1436 kwam diens zoon, die ook Arend heette, aan de macht. In 1507 kwam het aan diens zoon Joost van Wijck. Deze was gehuwd met Agnes van Nedervenne, en mogelijk daarna met Catharina de Bever. In 1517 werd Hubrecht van Wijck, getrouwd met Catharina Beukelaer, de leenman. In 1554 kwam het aan de laatste telg, Agnes van Wijck, die trouwde met Karel van Malsen, heer van Goirle en Tilburg. Deze Karel maakte in 1566 deel uit van het Eedverbond der Edelen. Agnes en Karel overleden in 1583 respectievelijk 1587.
Het echtpaar had vijf kinderen. De tweede zoon, Adriaan van Malsen, gehuwd met Josina van Varik, werd heer van Onsenoort. Na zijn dood in 1638 kwam de heerlijkheid aan Karel van Malsen, die gehuwd was met Anna Maria van Arkel, een dochter van de heer van Ammerzoden. Karel overleed in 1672.

### 17e en 18e eeuw
In 1672 erfde Gerard van Poelgeest het kasteel en de bijbehorende bezittingen. Hij was heer van Hoogmade en getrouwd met Isabella van Malsen. Mogelijk is hij hertrouwd met Maria Ernestine van Merode. Toen Gerard in 1680 stierf werd Maria Ernestine met de heerlijkheid beleend. In 1690 werd de heerlijkheid verkocht aan Mattheus Hoeufft Sr. heer van Oyen gehuwd met Constantia Doublet vrouwe van Sint-Annaland. Deze militair heeft veel werk gemaakt van de beplanting rond het kasteel, zodanig zelfs dat stadhouder Willem III er de spot mee dreef. Mattheus Sr. stierf in 1720. Hij werd opgevolgd door zijn zoon Filips Hoeufft. In 1759 erfde Mattheus Hoeufft Jr. de heerlijkheid Oyen (bij Oss), Onsenoord en Nieuwkuik (bij Vlijmen) van zijn broer Phillipus Hoeufft. Mattheus Hoeufft Jr. was getrouwd met Anna Isabella van Nassau-LaLecq (1695-1765). De heerlijkheden werden in 1765 gelegateerd aan de derde broer Leonard Hoeufft (1697-1772) die zowel de heerlijkheid Onsenoord alsook Nieuwkuik in 1743 verkocht aan jhr. Joannes Half-Wassenaer (1706-1782).
Jan Half-Wassenaer was gehuwd met Johanna de Roy(e). Jan stierf in 1782. Nu kwam het leen aan zoon Bernard Half-Wassenaer, gehuwd met Petronella van Engelen. In 1787 werd het kasteel geplunderd door Pruisische soldaten en Orangisten.
Doch Bernard kwam weerom en werd later door Koning Lodewijk Napoleon nog benoemd tot ridder. Hij stierf in 1810, waarna het kasteel, nu zonder heerlijke rechten, in bezit kwam van Jacob Willem Half-Wassenaer, gehuwd met Barbara van Willigen. Jacob werd door Napoleon Bonaparte benoemd tot president van het kanton Waalwijk en in 1814 werd hij opgenomen in de ridderschap van Noord-Brabant, waar hij lid werd van de Provinciale Staten van Noord-Brabant. Na het overlijden van Jacob Willem in 1837 kwam het kasteel aan hun zoon, Frans Half-Wassenaer van Onsenoort, gehuwd met Anna van Rijckevorsel. In 1853 stierf Frans, waarop het kasteel geërfd werd door Julia Half-Wassenaer, gehuwd met Leopold de la Court. De familie De la Court was in 1823 in de adelstand verheven.
Leopold stierf in 1865, waarna zijn zoon, Josephus de la Court, het kasteel erfde. Deze was gehuwd met Marie Antoinette Béthune. Hij was lid van de Gedeputeerde Staten van Noord-Brabant. In 1903 moest hij het kasteel verkopen.

### Religieuze bestemming
In 1903 werd het kasteel met de landerijen publiek verkocht. Abt Maréchal van de Cisterciënzerabdij te Pont Colbert bij Versailles kocht het kasteel met wat grond, terwijl de rest van de 105 ha land in eigendom kwam van verschillende landbouwers uit de streek en aan de verzekeringsmaatschappij "Noord-Braband" uit Waalwijk. De abdij in Pont Colbert was in 1901 ten gevolge van de secularisatiepolitiek in beslag genomen. Heel wat Franse kloosterlingen zochten daarop een nieuw onderkomen in België of Nederland. De verkoopadvertentie kopte dan ook met zaken als contrée catholique en occasion exceptionelle pour convent ou pensionnat. In 1906 zijn enkele ingrijpende verbouwingen uitgevoerd, om het gebouw beter aan te passen aan zijn nieuwe bestemming. Zo kreeg het onder andere een kapel: Kapel Mariënkroon. Ook is bij die gelegenheid is de toren met één verdieping verhoogd. Sindsdien heeft het kasteel steeds dienstgedaan als Cisterciënzerklooster. Omstreeks 1920 konden de monniken weer terecht in Versailles en zij wilden het kasteel weer verkopen. Drie monniken bleven echter achter, er kwam een Nederlandse abt en in 1928 werd Onsenoord een zelfstandige priorij. Het complex werd in 1935 zelfs nog belangrijk uitgebreid met de bouw van een nieuwe vleugel. De abdij kreeg in 1937 de naam Mariënkroon, naar een voormalig klooster in het nabije Heusden. In 1992 werd de donjon door de monniken ter beschikking gesteld voor culturele activiteiten, in februari 1994 is in de toren de Stichting Honsoirde gevestigd.
Sinds maart 2002 zijn gebouwen en terrein in handen gekomen van de stichting Mariapoli Mariënkroon, die onderdeel uitmaakt van de Focolarebeweging. Sinds zijn emeritaat in 2008 tot 2015 was aartsbisschop-emeritus Ad Simonis bewoner van de leefgemeenschap.
In 2007/ 2008 is de bodem van de slotgracht van het kasteel aan grondig onderzoek onderworpen. Omdat de slotgracht op zijn diepste punt 8 meter diep is moest hierbij gebruikgemaakt worden van duikers. Hiervoor heeft heemkundekring Onsenoort de hulp ingeroepen van duikvereniging Gloriamaris uit 's-Hertogenbosch. Hierbij is een grote hoeveelheid flessen en aardewerk letterlijk boven water gekomen. Maar ook veel sierkoper werd opgedoken. Dit is door de kloosterorde van de Cisterciënzers in de Tweede Wereldoorlog in dat water gegooid. Hiermee hoopte men het uit handen van de Duitse bezetters te houden. Verder werden nog enkele scherven uit de ijzertijd gevonden. Al eerder werd in de omgeving een paalwoning uit die periode gevonden.

## Gebouw
Het complex bestaat tegenwoordig voornamelijk uit gebouwen die ten behoeve van de Abdij Mariënkroon werden gebouwd en uit het einde der 19e en begin der 20e eeuw stammen. Van het oorspronkelijke kasteel is slechts de donjon overgebleven. Reeds in 1810 werd gemeld: van het oude kasteel is niets overig als een vierkanten Tooren. De muuren zijn verwonderlijk waardig regt uyt hoofde der Dikte. Men vind in dien Tooren verscheyden aansienlijke kamers, als mede het gevangenhuys. Deze toren stamt vermoedelijk uit de 14e eeuw, maar werd in 1906 nog verhoogd. Hij is onderkelderd en de kelder is voorzien van bakstenen tongewelven.